# Смереково
Смереково (укр. Смереково) — село в Дубриничско-Малоберезнянской сельской общине Ужгородского района Закарпатской области Украины.
Население по переписи 2001 года составляло 384 человека. Почтовый индекс — 89044. Телефонный код — 03135. Занимает площадь 18,455 км². Код КОАТУУ — 2120884401.